# Christian Renatus
Christian Renatus (* 8. Juni 1947 in Marienberg) ist ein ehemaliger Politiker der DDR (LDPD) und heutiger PR-Berater. Er war Vorsitzender des LDPD-Bezirksverbandes Karl-Marx-Stadt.

## Leben
Renatus absolvierte nach dem Abitur eine Ausbildung zum Feinmechaniker. Ein Studium an der Technischen Universität Dresden schloss er als Diplom-Ingenieur ab. Anschließend arbeitete er von 1971 bis 1982 als Berufsschullehrer. Renatus wurde 1971 Mitglied der LDPD und später Vorsitzender des LDPD-Kreisverbandes Marienberg. Im Januar 1982 wurde er hauptamtlicher stellvertretender Vorsitzender und im November 1985 Vorsitzender der Bezirksverbandes Karl-Marx-Stadt der LDPD. Von 1986 bis 1990 war er Abgeordneter des Bezirkstages Karl-Marx-Stadt. Am 21. Dezember 1987 wurde er auf der 3. Sitzung des Zentralvorstandes der LDPD zum Mitglied des Politischen Ausschusses und zum Sekretär des Zentralvorstandes gewählt.
Nach der Wende in der DDR trat Renatus über die Zwischenstation Bund Freier Demokraten (BFD) zur Freien Demokratischen Partei (FDP) über. Er wurde Generalbevollmächtigter der FDP-nahen Liberal Verlag GmbH und wirkte von 1999 bis 2009 zugleich als deren Geschäftsführer. Als solcher war er unter anderem für die organisatorische Umsetzung aller Werbe- und PR-Maßnahmen der FDP bei der Bundestagswahl 2009 zuständig. Zwischen 2009 und 2014 gehörte er dem Vorstand der FDP-nahen Universum Kommunikation und Medien AG an. Auch bei der Bundestagswahl 2013 war er als FDP-Beauftragter mit der Wahlkampfkoordination betraut. Seit 2014 ist er als freiberuflicher PR-Berater tätig und verantwortete unter anderem die Landtagswahlkämpfe der FDP in Hamburg 2015, Bremen 2015, Sachsen-Anhalt 2016, Berlin 2016, Schleswig-Holstein 2017, Bremen 2019, Brandenburg 2019, Hamburg 2020, Rheinland-Pfalz 2021, Sachsen-Anhalt 2021, Berlin 2021, Schleswig-Holstein 2022, Bremen 2023 und Brandenburg 2024.

## Auszeichnungen
- Verdienstmedaille der DDR
- Vaterländischer Verdienstorden in Bronze (1988)